# 東京共育学園高等部
東京共育学園高等部（とうきょうきょういくがくえんこうとうぶ）は、東京都北区滝野川にある高校サポート校。

## 概要
私立高校の通信制課程に籍を置く生徒のための学習サポート校として、1995年、学習塾を母体として設立される。全日制の高校と同様に週に5日間の授業が行われている。午前中は高校卒業に必要な必修科目の授業が中心。午後の講座は、生徒が中学校までの内容で躓いてしまった部分を補う「基礎講座（英語・数学・国語）」の他に、初心者がパソコン技能を身につけるために最適なパソコン検定（文書作成、情報処理）や秘書・簿記などの検定の合格を目指すビジネス講座や、大学受験を一般選抜で受ける人のための進学講座も開講されている。
不安などにより集団への適応が困難な生徒には、別個にクラスへの適応を目標としての個別指導クラスが設置されている他、親元を離れて通学する生徒向けとして、「指定学生寮」がある。

## 沿革
- 1995年 - 東京都板橋区に開校。
- 1996年 - 不登校だった生徒の必要を満たすべく、小・中学校レベルの学習を目的とした「基礎講座」を開設。
- 1997年 - 第2校舎設立。大学一般受験のための「進学講座」と、資格取得のための「ビジネス講座」を開設。
- 1998年 - 緊張や不安でクラスに入れない生徒の支援のため、「個別指導クラス」を設置。
- 2001年 - 第1校舎、第2校舎ともに東京都北区に移転。「不登校を考えるためのシンポジウム」開催。
- 2002年 - パソコン室、保健室、自習室を拡大。
- 2003年 - 第2校舎移転。
- 2005年 - さくら国際高等学校と提携開始。

## 部活動
- ダンス部
- ボウリング部
- 野球部
- 室内競技部
- 屋外競技部
- スキー・スノーボード部
- アニメカラオケ部
- フリーライティング部
- 映画鑑賞部
- 軽音部
- 鉄道研究部
- アニメ研究部
- その他

## 著名な出身者
- 菅良太郎（パンサー） - お笑い芸人

## 所在地
〒114-0023
東京都北区滝野川7-3-2-2F
交通
JR埼京線板橋駅東口から徒歩0分
東武東上線下板橋駅から徒歩7分
都営地下鉄三田線新板橋駅から徒歩5分